# NGC 5191
NGC 5191 este o liner situată în constelația Fecioara. A fost descoperită în 5 mai 1883 de către . Se află la o distanță de 95,87 de megaparseci de Pământ.